# Тастибастау
Тастибаста́у (каз. Тастыбастау) — село у складі Кербулацького району Жетисуської області Казахстану. Входить до складу Алтинемельського сільського округу.
У радянські часи село називалось Ферма № 2 совхоза імені Кірова.
Населення — 183 особи (2021; 222 у 2009, 215 у 1999, 309 у 1989).